# Thericlesiella granulata
Thericlesiella granulata är en insektsart som beskrevs av Marius Descamps 1977. Thericlesiella granulata ingår i släktet Thericlesiella och familjen Thericleidae. Inga underarter finns listade i Catalogue of Life.